# Kaplička svatého Huberta (Dolce)
Kaplička svatého Huberta je drobná zděná sakrální stavba, která byla postavena v roce 2005. Nachází se na lesní křižovatce mezi obcemi Dolce a Libákovice (okres Plzeň-jih) pod vrcholem kopce Hájek. Místo je volně přístupné po zpevněných lesních cestách z okolních obcí. Kaplička je jednou ze zastávek naučné stezky Čertovo břemeno. 